# Courbure scalaire
En géométrie riemannienne, la courbure scalaire (ou scalaire de Ricci) est un des outils de mesure de la courbure d'une variété riemannienne. Cet invariant riemannien est une fonction qui affecte à chaque point m de la variété un simple nombre réel noté R(m) ou s(m), portant une information sur la courbure intrinsèque de la variété en ce point. Ainsi, on peut décrire le comportement infinitésimal des boules et des sphères centrées en m à l'aide de la courbure scalaire. 
Dans un espace à deux dimensions, la courbure scalaire caractérise complètement la courbure de la variété. En dimension supérieure à 3, cependant, elle n'y suffit pas et d'autres invariants sont nécessaires. La courbure scalaire est définie comme la trace du tenseur de Ricci relativement à la métrique (le point d'application m est souvent omis)
{\displaystyle R={\mbox{tr}}_{g}(\mathrm {Ric} )}
On peut aussi écrire en coordonnées locales et avec les conventions d'Einstein,
{\displaystyle R=g^{ij}R_{ij}},
avec 
{\displaystyle \mathrm {Ric} =R_{ij}\,dx^{i}\otimes dx^{j}}

## Calculs de courbure scalaire

### En dimension 2 et en coordonnées de Riemann
Le scalaire de Ricci R ou Ric s'obtient à partir du tenseur de Ricci par la relation générale, appliquée à une surface :
{\displaystyle R=g^{mm}R_{mm}=g^{xx}R_{xx}+g^{yy}R_{yy}}
En utilisant les relations entre composantes directes et inverses de la métrique ainsi que les relations entre les tenseurs de Riemann Rxyxy et de Ricci de composantes Rxx et Ryy qui s'écrit alors, en deux dimensions :
{\displaystyle R_{xx}=g^{yy}R_{xyxy}={\frac {1}{g_{yy}}}R_{xyxy}}
{\displaystyle R_{yy}=g^{xx}R_{xyxy}={\frac {1}{g_{xx}}}R_{xyxy}}
on obtient la relation entre le scalaire de Ricci et la courbure de Gauss :
{\displaystyle R=g^{xx}{\frac {1}{g_{yy}}}R_{xyxy}+g^{yy}{\frac {1}{g_{xx}}}R_{xyxy}={\frac {2}{g_{xx}g_{yy}}}R_{xyxy}=2K}
En deux dimensions, c’est-à-dire pour une surface, le scalaire de Ricci est le double de la courbure de Gauss K (au signe près selon la convention utilisée).

### Espaces et opérations classiques
Pour une variété de dimension n à courbure constante (c'est-à-dire courbure sectionnelle constante) K, la courbure scalaire est constante également, de valeur {\displaystyle n(n-1)K}. Ainsi l'espace euclidien a une courbure scalaire nulle, une sphère de rayon r munie de sa structure canonique admet une courbure constante positive {\displaystyle n(n-1){\frac {1}{r^{2}}}}.
Le tenseur de courbure d'un produit de variétés riemanniennes est la somme des tenseurs de courbure, donc la courbure scalaire est également la somme des courbures scalaires.
Lorsqu'on passe d'une métrique g à une métrique conforme, de la forme {\displaystyle g'=e^{2f}g} pour une certaine fonction f, la nouvelle courbure scalaire est donnée par 
{\displaystyle s'=e^{-2f}{\Bigl (}s-2(n-1)\Delta f-(n-2)(n-1)|{\mathrm {d} }f|^{2}{\Bigr )}}
expression qui se réduit dans le cas d'un simple facteur multiplicatif {\displaystyle g'=\lambda g} à la relation {\displaystyle s'={\frac {1}{\lambda }}s}.

## Interprétation locale: volume des boules
Soit M une variété riemannienne de dimension n. La courbure scalaire en un point m donne une estimation asymptotique du volume de la boule centrée en m et de rayon r, en la comparant au volume V de la boule unité de l'espace euclidien de même dimension : lorsque r tend vers 0,
{\displaystyle \mathrm {Vol} (B_{m}(r))=V.r^{n}.\left(1-{\frac {R(m)}{6(n+2)}}r^{2}+o(r^{2})\right)}
Ainsi, pour des boules suffisamment petites, une courbure scalaire strictement positive caractérise une tendance à obtenir des boules de volume plus petit que dans le cas euclidien, et une courbure scalaire négative montre l'inverse. L'inégalité de Bishop-Gromov (en) fournit un théorème de comparaison valable pour des boules de toutes tailles mais ce résultat ne fait pas intervenir seulement la courbure scalaire, il demande de contrôler l'ensemble de la courbure de Ricci.

## Courbure scalaire totale
Sur une variété riemannienne compacte M, on appelle courbure scalaire totale S l'intégrale de la courbure scalaire sur la variété {\displaystyle S_{g}=\int _{M}s_{g}\mu _{g}} où {\displaystyle \mu _{g}} désigne la mesure riemannienne issue de la métrique
g. 
Pour les variétés compactes de dimension 2, la formule de Gauss-Bonnet montre que la topologie est totalement déterminée par la  quantité S. En sens inverse, la caractéristique d'Euler-Poincaré détermine en partie la courbure scalaire : il est impossible d'avoir une courbure scalaire de signe constamment opposé. 
En dimension strictement plus grande on s'intéresse également à la courbure scalaire totale, mais la situation est moins contrainte. Plus précisément, il est pertinent de tenir compte de la notion de changement d'échelle, soit en se restreignant aux métriques de volume total 1, soit en renormalisant S
{\displaystyle Y_{g}={\frac {S_{g}}{{\mathrm {V} ol}_{g}(M)^{\frac {n-2}{2}}}}}
Quand on considère l'ensemble des métriques riemanniennes dont la variété peut être munie, Y et S (restreinte aux métriques de volume 1) deviennent des fonctions dont on peut étudier les points critiques : on établit que ce sont les variétés d'Einstein qui réalisent ces points critiques.
Dans le cadre des variétés lorentziennes employées notamment en relativité générale, la courbure scalaire totale correspond d'ailleurs à un facteur près à l'action d'Einstein-Hilbert.
On peut également s'intéresser aux mêmes fonctions Y ou S (restreinte aux métriques de volume 1)  en se limitant à l'ensemble des métriques conformes à une métrique g donnée. Cette fois, les points critiques correspondent aux métriques conformes à g et ayant une courbure scalaire constante
. Ces considérations sont à l'origine de la notion d'invariant de Yamabe et de la position du problème de Yamabe : existe-t-il, sur une variété compacte, une métrique conforme à g et de courbure scalaire constante ? La réponse, positive, a été apportée en 1984.

## Existence de métriques à courbure scalaire prescrite
Une variété différentielle compacte étant donnée, on peut caractériser toutes les fonctions "courbure scalaire" obtenues pour toutes les métriques riemanniennes possibles. Dans le cas de la dimension 2, on a vu que la courbure scalaire est équivalente à la courbure de Gauss et est reliée à la topologie de la variété. En dimension supérieure à 3, il existe trois types de situation
- les variétés pour lesquelles il existe une métrique g0 de courbure scalaire s0 strictement positive ; dans ce cas, toute fonction {\displaystyle C^{\infty }} peut être réalisée comme la courbure scalaire d'une certaine métrique g ;
- les variétés pour lesquelles la courbure scalaire ne peut pas être positive en tout point ; dans ce cas, les fonctions courbure scalaire possibles sont toutes les fonctions {\displaystyle C^{\infty }} prenant au moins une valeur strictement négative ;
- les autres variétés admettent pour fonctions courbure scalaire possibles la fonction nulle et toutes les fonctions {\displaystyle C^{\infty }} prenant au moins une valeur strictement négative.

## Unicité
La courbure de Ricci est un scalaire, et un invariant de courbure,,. En 1917, le mathématicien allemand Hermann Vermeil (1889-1959) publie un théorème d'unicité — dit théorème de Vermeil — en vertu duquel le courbure de Ricci est l'unique champ scalaire qui soit linéaire dans les dérivées secondes du tenseur métrique, pour des variétés de toutes dimensions.
La courbure de Ricci n'est constante que lorsque l'espace est à symétrie maximale. En trois dimensions, il n'existe que trois espaces à symétrie maximale, à savoir : l'hyperplan {\displaystyle \mathbb {R} ^{3}(R=0)} ; l'hypersphère {\displaystyle \mathbb {S} ^{3}(R>0)} ; et l'espace hyperbolique {\displaystyle \mathbb {H} ^{3}(R<0)}.

## Dimension
Il est usuel de considérer — par convention — la courbure de Ricci comme une grandeur homogène à l'inverse du carré d'une longueur.